# 卡梅爾高地 (加利福尼亞州)
卡梅爾高地（英語：Carmel Highlands）是位於美國加利福尼亞州蒙特雷縣的一個非建制地區。該地的面積和人口皆未知。

## 地理
卡梅爾高地的座標為36°30′15″N 121°55′34″W / 36.50417°N 121.92611°W，而該地的平均海拔高度為97米（即318英尺）。